# Ramón Arangüena
Ramón Arangüena (Palencia; 11 de enero de 1964) es un periodista y humorista español.

## Biografía
Licenciado en Ciencias de la Información, su trayectoria profesional comenzó en el periódico de sucesos luctuosos El Caso, a la que seguirían colaboraciones en la revista Panorama.
Su debut en televisión se produce de la mano del doctor Bartolomé Beltrán con el programa En buenas manos, de Antena 3. En enero de 1997 se incorpora al equipo del programa Osados, un espacio de humor de Antena 3 presentado por Miquel Giménez, y con el que Arangüena comienza a alcanzar popularidad interpretando, mediante sketches en los que realizaba entrevistas absurdas a famosos que no sabían que eran objeto de una broma, y a los que interrogaba sistemáticamente sobre la base de datos falsos, como los rumores de que el entrevistado fuera a convertirse en "chico Almodóvar" o hubiera tenido una supuesta "agria polémica" con el periodista Iñaki Gabilondo.
El estilo surrealista e ingenuo de hacer humor de Arangüena, del que se ha dicho que es deudor de Buster Keaton, gustó a buena parte del público y es contratado por la Cadena SER para seguir con sus entrevistas disparatadas en el programa Hoy por hoy que precisamente dirigía Gabilondo, allí siempre hacía las crónicas y las conexiones pretendidamente desde Babia por una gracia con Gabilondo, al decirle este un día que "estaba en Babia" (dicho popular que se aplica a quien está distraído). Compagina esa labor con colaboraciones en la revista Interviú.
En 1998 se incorpora como humorista al magazine diario Lo + plus, con una sección en la que semanalmente presentaba a los espectadores objetos insólitos de la vida cotidiana. Dos años después pasa a TVE, donde interviene en el programa de humor El burladero junto a, entre otros, Josema Yuste, Paz Padilla, Chiquito de la Calzada y Los Morancos.
Tras la salida de Máximo Pradera, en 2001, vuelve a Lo + plus, esta vez como presentador, junto a Fernando Schwartz y Ana García-Siñeriz. Permanece en el programa hasta 2004.
Con posterioridad colaboró en el programa El ombligo de la luna (Radio Nacional de España) entre 2004 y 2006 y se incorporó al equipo del late night de Carolina Ferre en Telecinco Plan C (2005), que solo se mantuvo tres semanas en pantalla. Durante 2006 realiza colaboraciones semanales en el programa Schwartz&Co de IB3, y desde enero de 2007 colabora en Espejo público de Antena 3.
En septiembre de 2014 colaboraba en Las mañanas de RNE.
Y desde 2020 colabora en Gente despierta de Radio Nacional de España.
Además, desde septiembre de 2015, colabora como miembro del jurado en el concurso de la canción del programa Vamos a ver de Radio Televisión Castilla y León.

## Libros publicados
- Un oso de peluche mata a 2500 truchas (2008).
- Señor, no te preguntamos por qué te la has llevado, te damos las gracias : esquelas, anuncios, noticias y cartas para morirse de risa (2005).
- Un yanqui de chiste : aventuras y desventuras de un guiri en España (2003).
- Typical Spanish : los anuncios más disparatados, las esquelas más divertidas, los contactos menos frecuentes (2001).

- Datos: Q6099418
- Multimedia: Ramón Arangüena / Q6099418